# Obliquogobius
Obliquogobius  es un género de peces de la familia de los gobios y de la orden de los perciformes.

## Especies
- Obliquogobius cirrifer  (Shibukawa & Aonuma, 2007)[2]
- Obliquogobius cometas  (Alcock, 1890)[3]
- Obliquogobius megalops  (Shibukawa & Aonuma, 2007)[2]
- Obliquogobius turkayi  (Goren, 1992)[4]
- Obliquogobius yamadai  (Shibukawa & Aonuma, 2007)[2][5][6][7][8][9][10]